# Amon (imię)
Amon – imię męskie pochodzenia egipskiego. Wywodzi się od greckiej wersji imienia egipskiego boga Amona. Oznacza: „ożywiający powiew”. Znanych jest około dziesięciu świętych katolickich o tym imieniu.
Amon imieniny obchodzi 1 września, 8 września, 4 listopada, 25 października, 20 grudnia.
Odpowiedniki w innych językach:
- język niemiecki – Ammo[1]
- łacina – Ammon[1], Amon[1], Hammon[1], Amun[1]

Zobacz też:
- Amon z Toul – święty katolicki, biskup
- Amon (demon)